# 日本年金機構法
日本年金機構法（にっぽんねんきんきこうほう、平成19年7月6日法律第109号）は、特殊法人日本年金機構の業務と運営に関する法律である。
第166回国会で成立した社会保険庁改革関連法案の1つ。日本年金機構はこの法律に則って、厚生労働大臣の監督下で、理事長を長として運営が行われる。

## 経緯
- 2007年3月13日 - 閣議決定、法案を提出
- 2007年5月8日 - 衆議院厚生労働委員会へ付託
- 2007年5月25日 - 衆議院厚生労働委員会で可決
- 2007年6月1日 - 衆議院本会議で可決、参議院へ送付
- 2007年6月28日 - 参議院厚生労働委員会で可決
- 2007年6月30日 - 参議院本会議で可決、法案成立
- 2007年7月6日 - 法律公布、法律の一部が施行
- 2008年10月1日 - 本法律の一部が施行
- 2010年1月1日 - 本法律が全面施行

## 構成
- 第1章 総則（第1条 - 第8条）
- 第2章 役員及び理事会並びに職員（第9条 - 第22条）
- 第3章 服務（第23条 - 第26条）
- 第4章 業務
  - 第1節 業務の範囲等（第27条 - 第32条）
  - 第2節 中期目標等（第33条 - 第37条）
  - 第3節 年金個人情報の保護（第38条）
- 第5章 財務及び会計（第39条 - 第47条）
- 第6章 監督（第48条 - 第50条）
- 第7章 雑則（第51条 - 第56条）
- 第8章 罰則（第57条 - 第60条）
- 附則